# Chorley
Chorley es una ciudad del distrito de Chorley, en el condado de Lancashire (Inglaterra). Según el censo de 2011, Chorley tenía 36.183 habitantes, municipio de Chorley tenía 107.155 habitantes.